# Младен Живкович
Младен Живкович (на сръбски: Младен Живковић) е сръбски футболист, вратар.

## Статистика по сезони[2]
| Сезон    | Отбор           | Първенство        | Мачове | Голове |
| -------- | --------------- | ----------------- | ------ | ------ |
| 2010/11  | Смедерево       | Сръбска суперлига | 3      | 0      |
| 2011/12  | Смедерево       | Сръбска суперлига | 3      | 0      |
| 2012/13  | Смедерево       | Сръбска суперлига | 29     | 0      |
| 2013/ес. | Дони Срем       | Сръбска суперлига | 0      | 0      |
| 2014/пр. | Черноморец (Бс) | А група           | 13     | 0      |